# Wilhelm Karl Reischl
Wilhelm Karl Reischl (* 14. Januar 1818 in München; † 4. Oktober 1873 ebenda) war ein deutscher katholischer Theologe.

## Leben
Von 1829 bis 1836 besuchte er die Lateinschule und das (heutige) Wilhelmsgymnasium München. Von 1836 bis 1839 studierte er Theologie an der Ludwig-Maximilians-Universität München (LMU). Von 1840 bis 1841 war er Kaplan in Haidhausen. Von 1841 bis 1842 war er Kurat in St. Johann in München. Nach der Promotion zum Dr. theol. 1842 (München) war er von 1842 bis 1845 Präfekt und Bruderschaftskaplan an der Herzogspital-Hofkirche und Garnisonsprediger bei St. Michael in München. Nach der Habilitation 1842 für Dogmatische Nebenfächer durch die Theologische Fakultät der LMU München und dort Privatdozent wurde er 1845 Professor für Neutestamentliche Exegese und Dogmatik am Lyzeum Amberg, von 1847 bis 1849 zusätzlich Lehrauftrag für Religionsphilosophie und von 1849 bis 1851 für Pädagogik in der Philosophischen Sektion. 1851 wurde er Professor für Kirchengeschichte und Kirchenrecht am Lyzeum Regensburg. 1867 wurde er Professor für Moraltheologie an der LMU München. Im Oktober 1873 starb er im Alter von 55 Jahren als Opfer der Cholera.

## Schriften (Auswahl)
- De autoritate ecclesiae Romanae primaeva tentamen historico-dogmaticum pro impetranda venia legendi. München 1843.
- Vitis mystica. Christus der wahre Weinstock. Passionsbilder aus der Zeit und Schule des heil. Bernhard von Clairvaux. Regensburg 1847.
- Ueber das sociale Verhältnis der ältesten Christen zum heidnischen Staate. Stadtamhof 1853.
- Die Feier des heiligen Dienstes in der katholischen Kirche. München 1854.